# Llit de la Mare de Déu d'Agost
El Llit de la Mare de Déu d'Agost és una tradició cristiana relacionada amb la festa de l'Assumpció, que consisteix a instal·lar dins les esglésies el túmul que representa el cos de Maria just abans de pujar al Cel. L'escena se sol representar sobre un cadafal on reposa la figura jacent de la Mare de Déu, generalment ornada amb espelmes, pal·li, àngels custodis, alfàbregues, bellveures i altre tipus de decoració al voltant. L'origen es troba en les processons de carrer del segle xiv i xv, molt vives encara en el cristianisme ortodox i que també són l'origen del Misteri d'Elx.
Es tracta d'una tradició que arrelà més o menys en diversos territoris de la Corona d'Aragó, com València, el Principat, Sardenya i, particularment, Mallorca, aquesta tradició és ben viva, i recentment s'ha promogut perquè no caigués en l'oblit. Una consueta de 1511 ha hi relata la presència de capellans o seglars vestits a la manera dels apòstols. A Santa Creu, la processó de la Mare de Déu morta i el Llit de la Mare de Déu es documenten per primera vegada de manera més o menys paral·lela a mitjan segle xvi. L'arribada del Barroc suposà l'aparició dels models decoratius dels llits de la Mare de Déu que perduren fins a l'actualitat.
Encara es conserven alguns rituals relacionats amb la festa de l'Assumpció i el Llit de la Mare de Déu. A Valldemossa se celebra la Processó de les Crestes, on unes persones caracteritzades d'apòstols (amb les aurèoles) porten el llit sobre les espatlles. Els cossiers de Montuïri fan la primera sortida dia 15 d'agost, i recentment s'ha recuperat interpretar la dansa Gentil Senyora davant el túmul de la Mare de Déu. A Alaró els cossiers el dia de Sant Roc (16 d'agost) també surten i executen la mateixa dansa però entorn del llit.

## Galeria

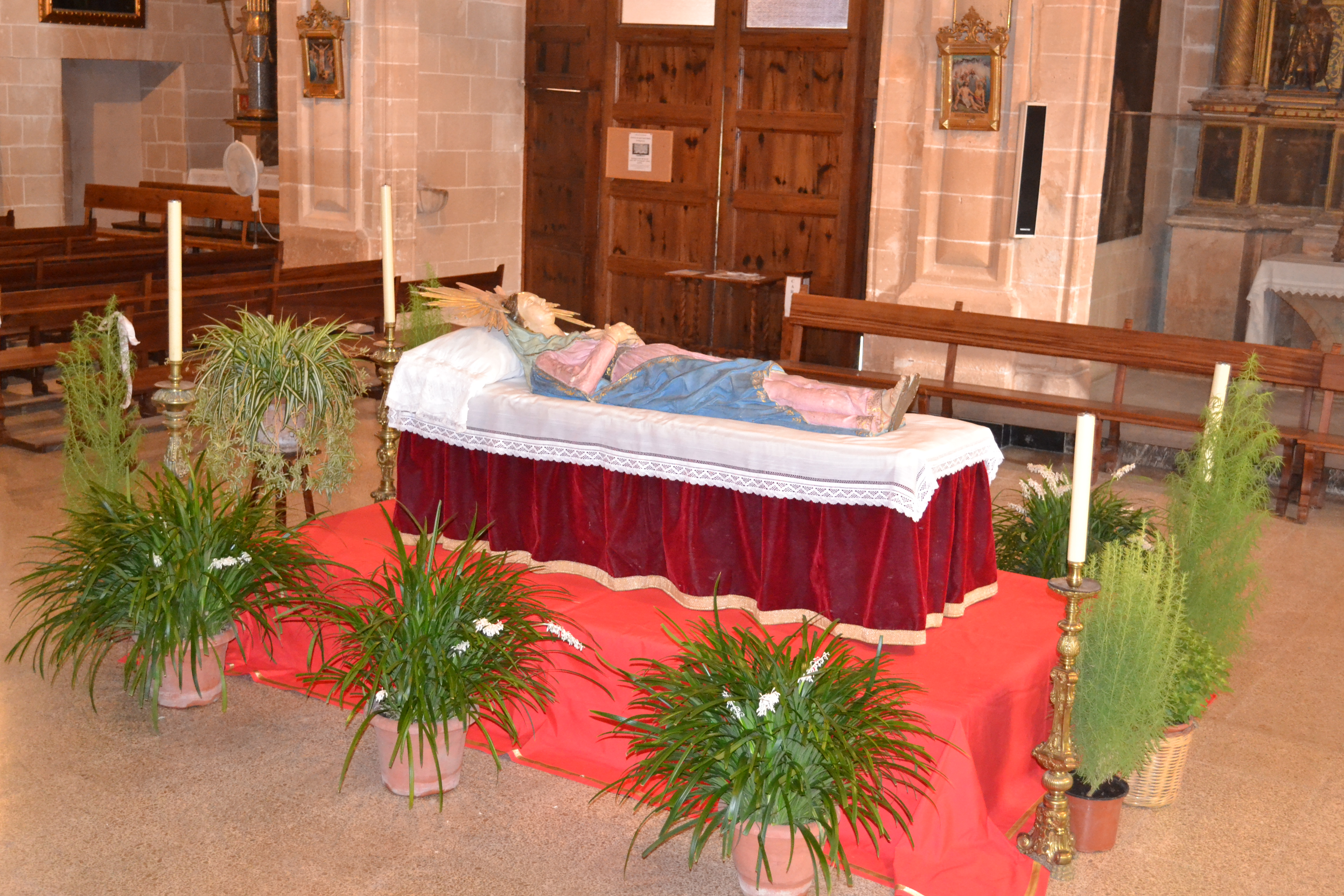
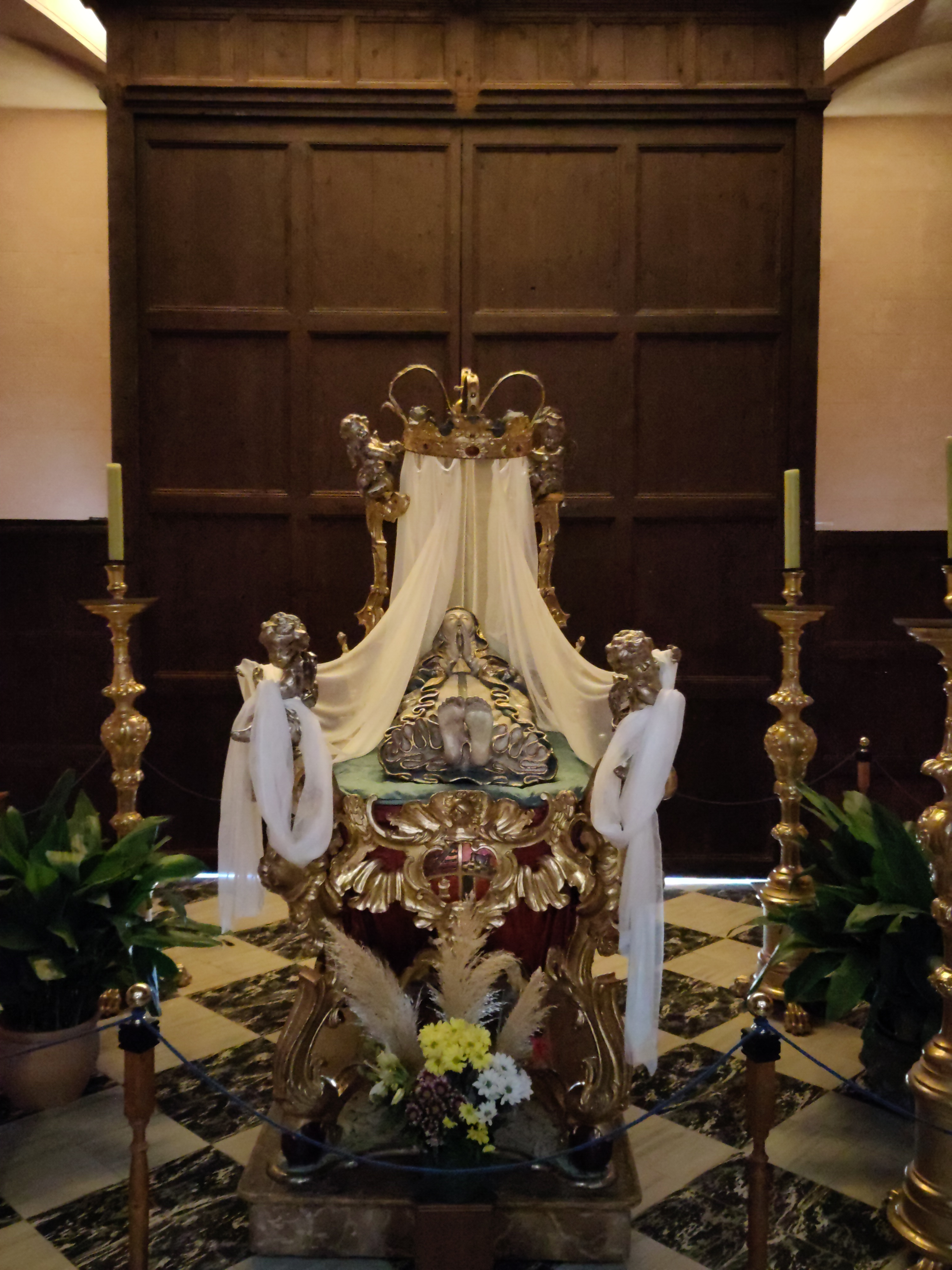
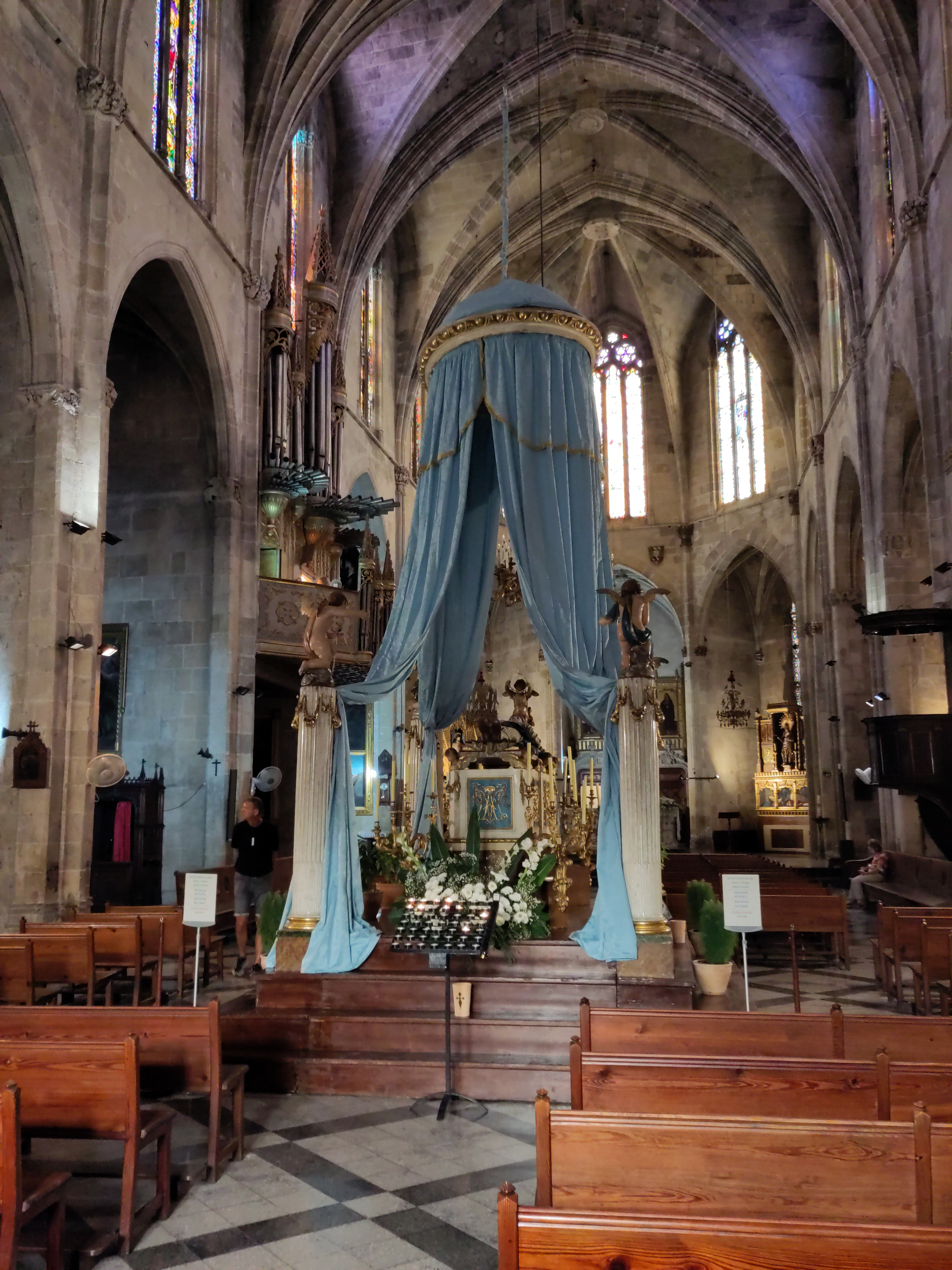
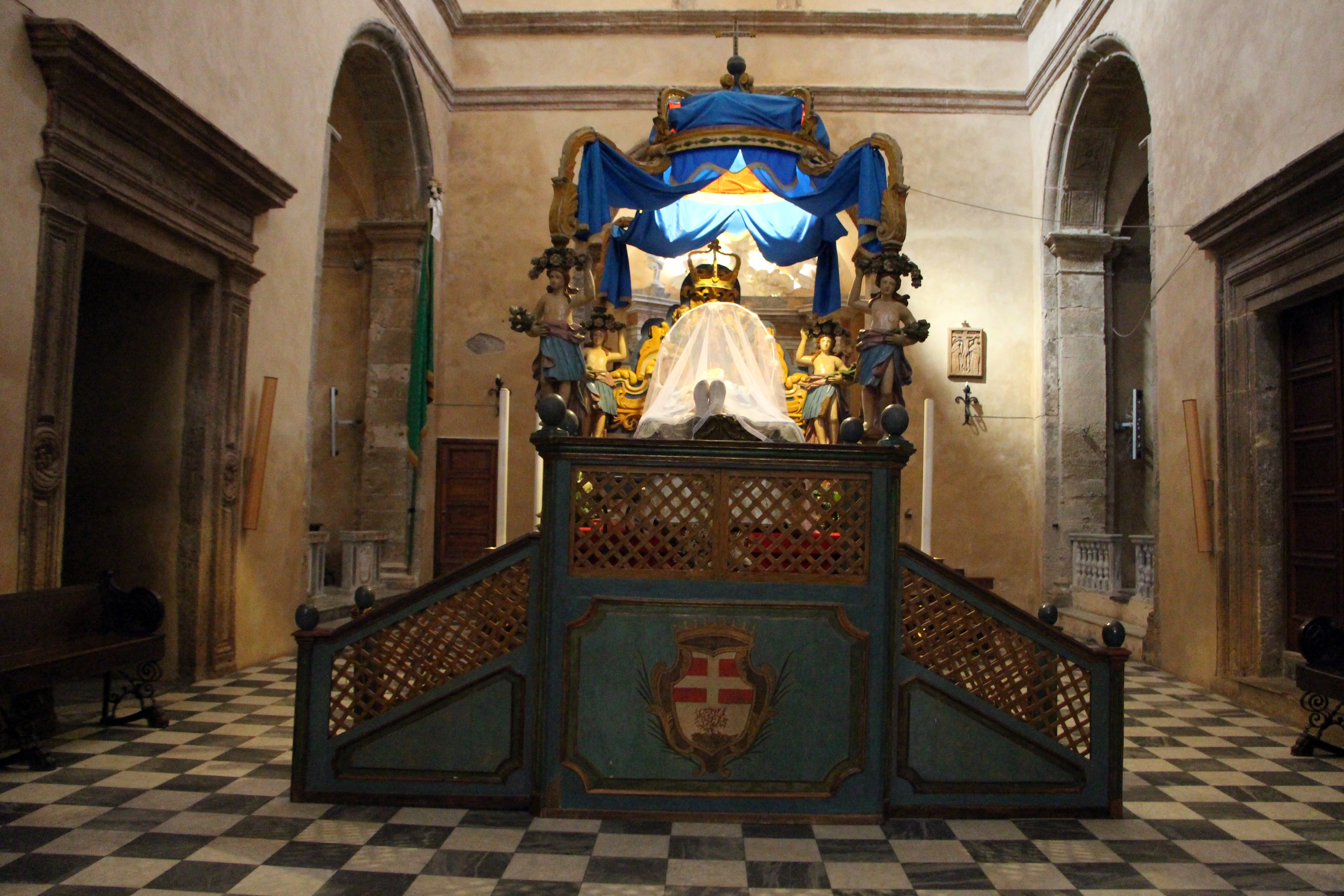
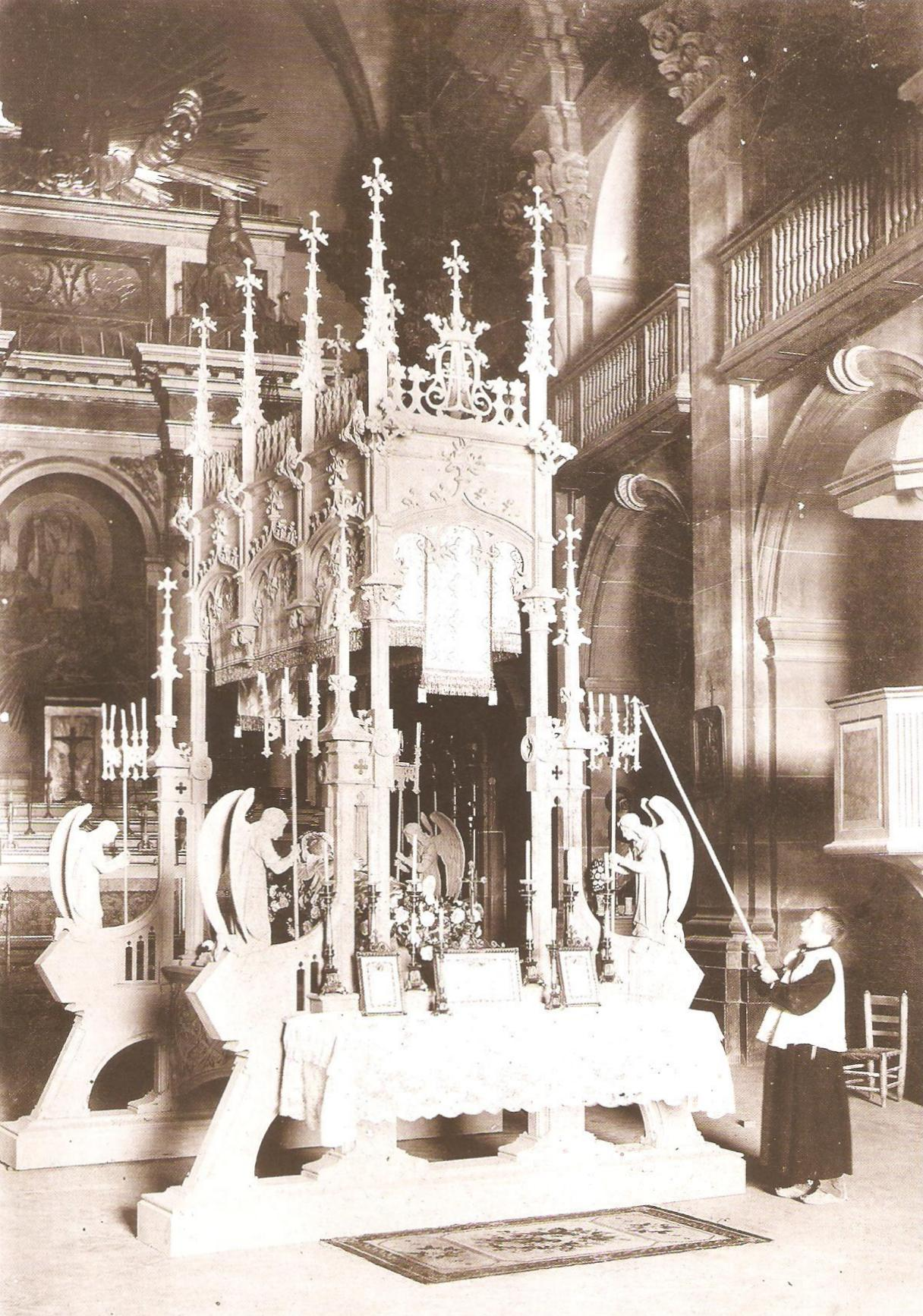
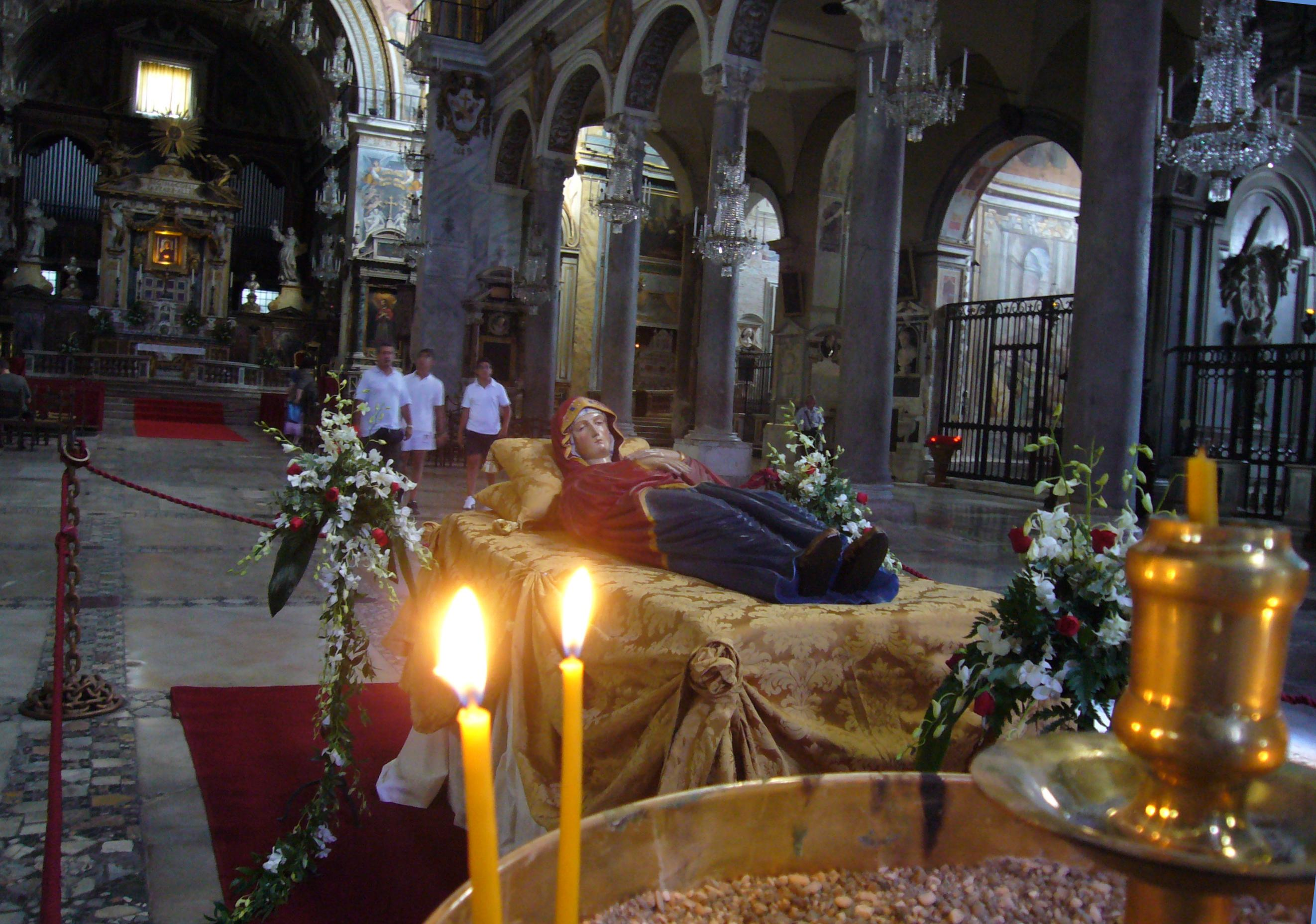

- Montuïri
- Convent de Santa Clara (Palma)
- Sant Jaume (Palma), obra de l'Adrià
- L'Alguer
- Badalona (1930)
- Santa Maria in Aracoeli (Roma)